# Oskar Backlund

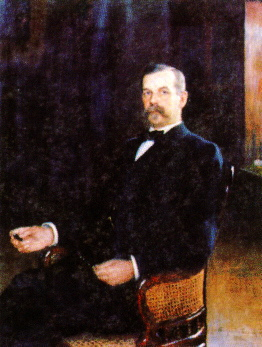
Oskar Backlund (1900)

Johan (Jons) Oskar Backlund (* 28. April 1846 in Länghem, Schweden; † 16. Augustjul. / 29. August 1916greg. in Pulkowo bei Petrograd) war ein schwedisch-russischer Astronom.

## Leben
Backlund studierte an der Universität Uppsala Mathematik und Astronomie. Er emigrierte 1876 nach Russland, um am Observatorium in Dorpat (Tartu) und ab 1879 am Observatorium in Pulkowo zu arbeiten. Von 1895 bis zu seinem Tod war er Direktor des Observatoriums in Pulkowo.
Backlund arbeitete vor allem auf dem Gebiet der Himmelsmechanik, besonders störungstheoretische Berechnungen zur Bahn des Komet Encke, woraus er auch Abschätzungen der Masse des Merkur ableitete. Von 1898 bis 1900 führte er geodätische Untersuchungen in Spitzbergen aus.
Er war Mitglied der Sankt Peterburger Mathematischen Gesellschaft.
Er ist auf dem Friedhof am Pulkowo-Observatorium begraben.
Sein Sohn Helge Backlund war Geologieprofessor und seine Tochter Elsa Backlund-Celsing (1880–1974) eine Künstlerin.

## Würdigungen
1883 wurde er Mitglied der Russischen Akademie der Wissenschaften, 1895 der Académie des sciences, 1903 der National Academy of Sciences, 1897 der Schwedischen Akademie der Wissenschaften, 1914 der American Academy of Arts and Sciences und 1911 der Royal Society.
1909 wurde er mit der Goldmedaille der Royal Astronomical Society und 1914 mit der Bruce Medal ausgezeichnet. Nach ihm ist der Asteroid (856) Backlunda benannt. Außerdem war er Namensgeber für den Mondkrater Backlund.

## Schriften
- Zur Entwicklung der absoluten Störungen eines Cometen. Bull. Acad. Sci. St. Petersburg 1880.
- Zur Entwicklung der Störungsfunction. 1884.
- Studien über den Sterncatalog "Positions Moyennes de 3,542 étoiles, déterminées à l'aide du cercle méridien de Poulkova dans les années 1840-69 et réduites à l'époque 1855". 1886.
- Über die Herleitung der im achten Bande der "Observations de Poulkova" enthaltenen Sterncataloge nebst einigen Untersuchungen über den Pulkowaer Meridiankreis. 1888.
- Bemerkungen über das Auftreten von hyperelementären Gliedern in der Störungstheorie. 1888.
- Über einige von Winnecke am Pulkowaer Meridiankreise in den Jahren 1861–63 angestellte Beobachtungen. 1890.
- Über die Bewegung einer gewissen Gruppe der kleinen Planeten. 1892.
- Calculs et recherches sur la comète d'Encke. 1892 ff.